# Patrick Leonard
Patrick Raymond Leonard, född 1956 i Crystal Falls i Michigan, är en amerikansk låtskrivare, keyboardist, filmkompositör och musikproducent av fransk-kanadensiskt ursprung. Leonard inledde sin musikkarriär under sena 1970-talet i rockbandet Trillion, som även Toto-sångaren Fergie Frederiksen var med i. Han är mest känd för sitt långvariga samarbete med Madonna och Leonard Cohen.